# Ring Leeuwarden
De rondweg van Leeuwarden (Ring Leeuwarden) is de ringweg van Leeuwarden. De rondweg bestaat uit twee gedeelten, de oorspronkelijke rondweg uit de jaren vijftig/zestig en een gedeelte dat in de jaren tachtig is aangelegd als de nieuwe oostelijke rondweg. De rondweg ligt inmiddels niet meer 'om', maar in Leeuwarden. Om de nieuwe naoorlogse woonwijken goed te ontsluiten is de rondweg destijds aangelegd.
De Ringweg bestaat uit twee genummerde wegen:
- N355 (Ring Leeuwarden noord)
- N357 (Ring Leeuwarden west en zuidwest)

## Straatnamen
De weg staat bekend onder de namen (met de klok mee):
- Dammelaan
- Groningerstraatweg
- Anne Vondelingweg
- Aldlansdyk
- Julianalaan
- Heliconweg
- Valeriusstraat

De oorspronkelijke oostelijke rondweg draagt de namen: Archipelweg, Pieter Stuyvesantweg en Drachtsterweg. Deze weg wordt echter officieel niet meer als onderdeel van de rondweg gezien.

## Aansluitingen
De rondweg van Leeuwarden heeft met de klok mee de volgende belangrijke aansluitingen:
- Groningerplein in het noordoosten, de N355, de rechtstreekse weg Leeuwarden - Groningen.
- Drachtsterplein in het zuidoosten, geeft aansluiting op de N31 naar Drachten.
- Kruising met Overijsselselaan in het zuiden, geeft aansluiting op de N32 naar Heerenveen en Meppel.
- Europaplein in het westen, aansluiting van de Harlingerstraatweg, geeft aansluiting met de N31, Harlingen / Afsluitdijk en Amsterdam.
- Kruising met de Mr. P.J. Troelstraweg (N357), aansluiting naar Stiens en Noord-Friesland.

## Maximumsnelheid
De rondweg van Leeuwarden is geen auto(snel)weg en ligt geheel binnen de bebouwde kom, er gelden maximumsnelheden van 50 km/u (voor de gedeelten Noord en West) en 70 km/u (voor de gedeelten Zuid en Oost). Langs de ring zijn 2 roodlichtcamera's geplaatst, die tevens controleren op snelheid.

## Wegbreedte
Het gedeelte Julianalaan en Valeriusstraat is uitgevoerd als 1 rijbaan met 1 rijstrook per richting. Op dit gedeelte is het vaak erg druk, maar wegens ruimtegebrek is het niet mogelijk om uit te breiden naar 2 x 2 rijstroken. Dit gedeelte van de ring bevat 3 minirotondes en 1 grote rotonde (Europaplein). Het grootste gedeelte van de ring (Dammelaan, Groningerstraatweg, Anne Vondelingweg en Aldlansdyk) is uitgevoerd als 2 x 2-strooks.
Op het Drachtsterplein komen bredere wegen voor om doorstroom bij verkeerslichten te bevorderen. Ook op het drukke Oostergoplein zijn plannen voor een korte 3e rijstrook vanaf de Van Harinxmabrug richting Aldlansdyk om doorstroom bij de verkeerslichten te bevorderen, zoals op ringwegen van andere (middel)grote steden ook veel voorkomt.

## Haak om Leeuwarden
De Haak om Leeuwarden is een nieuwe belangrijke hoofdweg in Leeuwarden. De wegen A31 Harlingen-Leeuwarden, A32 Heerenveen-Leeuwarden en N31 Drachten-Leeuwarden eindigden voorheen op de bestaande ring; het Europaplein, Oostergoplein en het Drachtsterplein. Om de verkeersdrukte op de huidige ring weg te nemen werd de Haak om Leeuwarden gebouwd. De 3 Rijkswegen sluiten rechtstreeks op deze nieuwe weg aan. Vanaf de Haak om Leeuwarden zijn nieuwe afslagen naar de huidige ring gerealiseerd.
Almelo · Almere · Alkmaar · Alphen aan den Rijn · Apeldoorn · Assen · Barendrecht · Bergen op Zoom · Den Haag · Dordrecht · Eindhoven · Enschede · Groningen · 's-Hertogenbosch · Hilversum · Hoofddorp · Houten · Leeuwarden · Oud-Beijerland · Parkstad Limburg · Sneek · Tilburg · Utrecht · Weert · Zoetermeer · Zwolle

Ringwegen geheel uitgevoerd als autosnelweg: Amsterdam · Rotterdam

Opgeheven: Maastricht